# Заґурна
Заґурна (пол. Zagórna) — село в Польщі, у гміні Бжезіни Каліського повіту Великопольського воєводства.
Населення — 168 осіб (2011).
У 1975-1998 роках село належало до Каліського воєводства.

## Демографія
Демографічна структура станом на 31 березня 2011 року:
|          | Загалом | Допрацездатний вік | Працездатний вік | Постпрацездатний вік |
| -------- | ------- | ------------------ | ---------------- | -------------------- |
| Чоловіки | 80      | 16                 | 49               | 15                   |
| Жінки    | 88      | 17                 | 40               | 31                   |
| Разом    | 168     | 33                 | 89               | 46                   |